# Porosiuki
Porosiuki – wieś w Polsce położona w województwie lubelskim, w powiecie bialskim, w gminie Biała Podlaska. Leży nad rzeką Krzną, obok linii kolejowej nr 2 z przystankiem kolejowym Porosiuki. 
| SIMC    | Nazwa  | Rodzaj     |
| ------- | ------ | ---------- |
| 1027202 | Kantor | przysiółek |

Wieś magnacka położona była pod koniec XVIII wieku w hrabstwie bialskim w powiecie brzeskolitewskim województwa brzeskolitewskiego.
W 1921 roku wieś zamieszkiwało 247 osób, w tym 231 Polaków, 15 Żydów i 1 osoba innej narodowości. 226 mieszkańców wyznawało rzymski katolicyzm, 6 prawosławie, a 15 było wyznania mojżeszowego.
W latach 1975–1998 miejscowość administracyjnie należała do ówczesnego województwa bialskopodlaskiego.
Wieś jest sołectwem w gminie Biała Podlaska. Według Narodowego Spisu Powszechnego Ludności i Mieszkań z roku 2011 wieś miała 370 mieszkańców.
Wierni Kościoła rzymskokatolickiego należą do parafii pod wezwaniem św. Anny w Białej Podlaskiej.

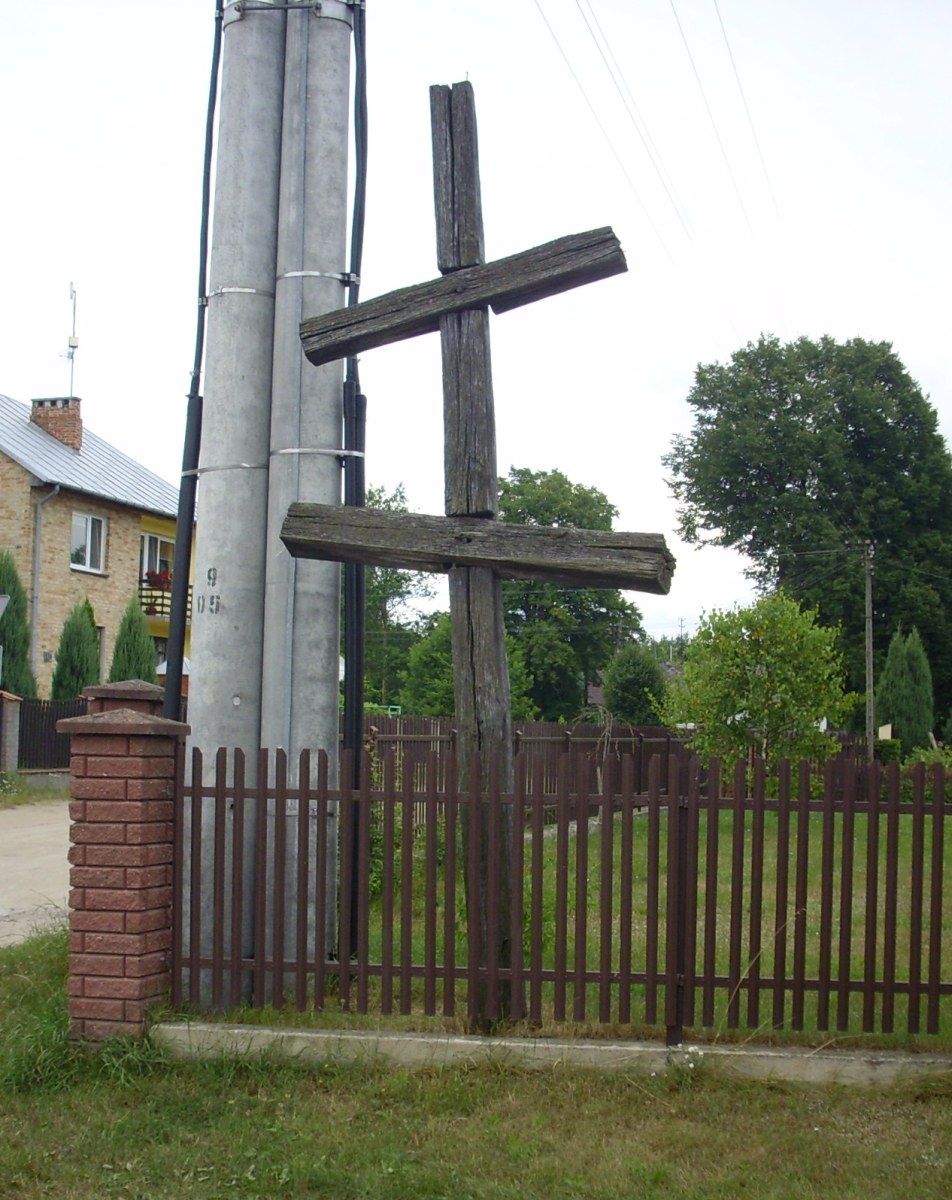
Stara karawaka w Porosiukach